# Alfred Arnold
Alfred Wilhelm Arnold (Ellhofen, 16 juni 1888 - Ingelfingen, 27 mei 1960) was een Duitse officier en een SS-Brigadeführer (brigadegeneraal) tijdens de Tweede Wereldoorlog. Hij was ook parlementslid voor de NSDAP in de Rijksdag.

## Leven
Op 16 juni 1888 werd Alfred Arnold geboren in Ellhofen. Hij was de zoon van de bouwer Christian Friedrich (1839-1901) en gastmoeder Maria geboortenaam Habberle (1861-1933). Vanaf 1894 tot 1902 ging hij naar de verenigde en middelbare school, en werkte daarna twee jaar op verschillende boerderijen. In de winters van 1904/05 en 1905/06 volgde hij een leergang aan de landbouwschool in Heilbronn. Van 12 oktober 1907 tot 24 september 1909 was Arnold als Zweijährig Freiwilliger ingezet in het Württembergs leger en was geplaatst in het 2. Württembergisches Feldartillerie-Regiment Nr. 29 Prinz Regent Luitpold von Bayern. Van oktober 1909 tot februari 1914 was hij werkzaam als landbouwambtenaar op verschillende landgoederen. In februari 1914 nam hij zijn eigen boerderij over, maar moest de volgende zomer in militaire dienst.

### Eerste Wereldoorlog
Vanaf 2 augustus 1914 tot 1916 nam Arnold als soldaat in het 1e Batterij van het Ersatz-Feldartillerie-Regiments 65 deel aan de Eerste Wereldoorlog. Op 24 december 1914 werd hij bevorderd tot Unteroffizier (Sergeant).

### Interbellum
Na de oorlog zette Arnold zijn boerderij voort. Hij werd in 1923 lid van het vrijkorps Freischar. Op 1 januari 1931 werd hij ook lid van de Nationaalsocialistische Duitse Arbeiderspartij en werd benoemd tot Landwirtschaftlicher Kreisfachberater und Bauernredner der NSDAP (vrije vertaling: Landbouwkundige Districtsleider en Bouwredenaar in de NSDAP). Deze functies behield hij tot april 1933.
In 1932 werd Arnold gekozen in de landdag van de deelstaat Württemberg, waarvan hij lid was tot het in 1933 werd ontbonden. Aansluitend vertegenwoordigde hij het kieskring 31 in de Rijksdag. Arnold werd gekozen, en zat vanaf november 1933 tot het einde van de oorlog in de Rijksdag. Op 10 april 1933 werd hij staatscommissaris voor landbouwkundige staatstaken bij de Württembergse minister van Economische Zaken, en bovendien landbouwkundige gouwdeskundig adviseur van de gouwleiding Württemberg-Hohenzollern van de NSDAP benoemd. In 1933 werd hij ook nog benoemd tot Württembergse staatscommissaris voor landbouw en voorzitter van de Württembergse landbouwkamer. Arnold werkte als gouwspreker en als rijksvakredenaar voor de NSDAP. In 1933 was hij lid van de Sociaal-economische Raad van het Duitse buitenlands instituut in Stuttgart. Van 1933 tot 1941 was Arnold lid van de Duitse Rijksboerenraad. Op 15 december 1933 werd Arnold lid van de Schutzstaffel (SS). En werd eerst als SS-Mann en daarna als SS-Sturmhauptführer (Kapitein) ingeschaald. In oktober 1936 werd Arnold referent in het bureau voor het Vierjarenplan van de Gouw Württemberg-Hohenzollern. Op 30 januari 1937 werd hij bevorderd tot SS-Oberführer.

### Tweede Wereldoorlog
Hij was lid van het erebestuur van de Rijkstuinbouwtentoonstelling in Stuttgart van 1939, en van september 1939 tot 1945 was hij hoofd van het staatsvoedingsbureau in Württemberg. Aansluitend was Arnold vanaf april 1941 tot 1945 ook lid van de Rijksadviesraad voor Voedsel en Landbouw. Op 9 november 1942 werd hij bevorderd tot SS-Brigadeführer (brigadegeneraal) in de Allgemeine-SS. Op 1 mei 1944 werd hij nog als SS-leider toegevoegd aan de staf van de SS-Oberabschnitt Südwest.
Op 6 mei 1945 werd Arnold krijgsgevangen gemaakt en geïnterneerd in de interneringskampen 74 en 77 Ludwigsburg.

## Na de oorlog
Hij werd later vastgehouden in kamp 76 in Hohenasperg. Op 21 juni 1948 werd Arnold door de denazificatierechtbank van het interneringskamp Ludwigsburg geclassificeerd als Hauptschuldiger (hoofdschuldige). Op 6 april 1949 was de zitting voor de Centrale Kamer van Beroep, wat resulteerde in een classificatie als Belasteter (verdachte). Op 16 januari 1959 werd Arnold veroordeeld tot een jaar werkkamp, rekening houdend met zijn internering. Bovendien werd 30% van zijn vermogen ingenomen, en kreeg hij ook voor vijf jaar een beperking in zijn carrièrekeuzes opgelegd. Hij richtte verschillende verzoeken om clementie aan de premier.
Arnold stelde zich kandidaat voor de FDP/DVP bij de Duitse Bondsdagverkiezingen 1957 voor de kieskring Crailsheim, maar werd niet gekozen.

## Familie
In 1914 trouwde Arnold met Frida Mezger (1890-1962). Het echtpaar kreeg twee zonen.

## Carrière
Arnold bekleedde verschillende rangen in zowel de Allgemeine-SS als Waffen-SS. De volgende tabel laat zien dat de bevorderingen niet synchroon liepen.
| Datums            | Württembergs leger      | Allgemeine-SS          | NSDAP                                                          |
| ----------------- | ----------------------- | ---------------------- | -------------------------------------------------------------- |
| 12 oktober 1907   | Zweijährig Freiwilliger | —                      | —                                                              |
| 24 december 1914  | Unteroffizier           | —                      | —                                                              |
| Januari 1931      | —                       | —                      | Landwirtschaftlicher Kreisfachberater u. Bauernredner d. NSDAP |
| 15 december 1933  | —                       | SS-Mann                | —                                                              |
| 1 februari 1934   | —                       | SS-Sturmhauptführer    | —                                                              |
| 20 april 1934     | —                       | SS-Sturmbannführer     | —                                                              |
| 20 april 1935     | —                       | SS-Obersturmbannführer | —                                                              |
| 15 september 1935 | —                       | SS-Standartenführer    | —                                                              |
| 30 januari 1937   | —                       | SS-Oberführer          | —                                                              |
| 9 november 1942   | —                       | SS-Brigadeführer       | —                                                              |

## Lidmaatschapsnummers
- NSDAP-nr.: 595 088[6] (lid geworden 1 januari 1931[3])
- SS-nr.: 146 716[6] (lid geworden 15 december 1933[3])

## Onderscheidingen
- Erekruis voor Frontstrijders in de Wereldoorlog[7] op 1 december 1934[3]
- Ehrendegen des Reichsführers-SS[5][6][7]
- SS-Ehrenring[5][6][7]
- Julleuchter der SS op 16 december 1935[3]
- Verdienstenmedaille in zilver (Württemberg)[3]
- Kruis voor Oorlogsverdienste, 1e Klasse[4] (1 september 1942[3][5]) en 2e Klasse[4][5] (30 januari 1942[3])